# Estructura sedimentària

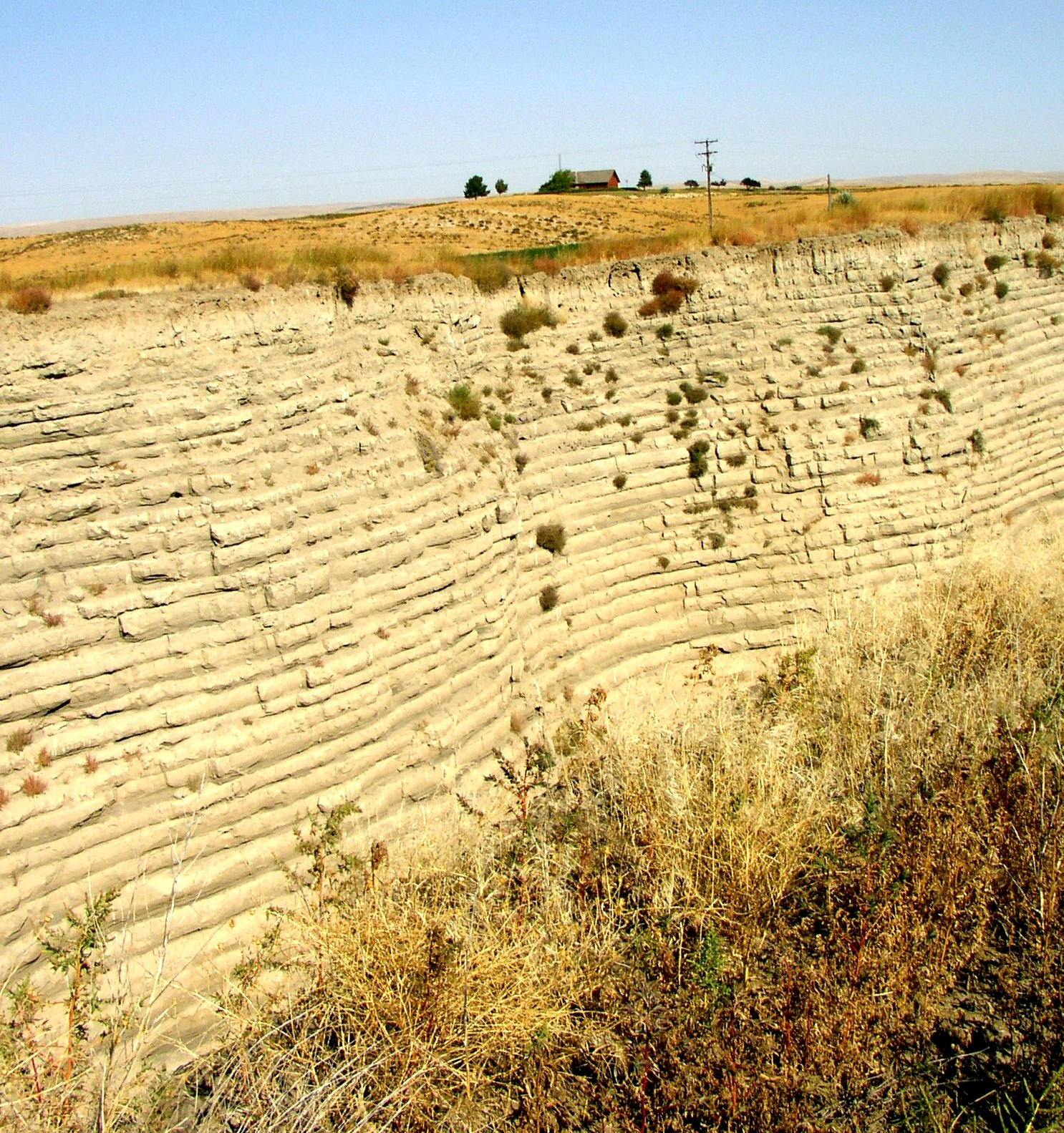
Formació Touchet, Washington, Estats Units.

Una estructura sedimentària és l'organització geomètrica dels elements que constitueixen un sediment vist com a conseqüència dels processos que l'han estructurat i dels elements que el componen.

## Classificació
Les estructures sedimentàries es classifiquen en quatre grans grups:
- Estructures primàries: Es formen en relació directa amb l'esdeveniment sedimentari principal.
- Estructures diagenètiques: Es formen després i sense relació directa amb l'esdeveniment sedimentari principal (nòduls de guix, paleosòls hidromorfs, etc.).
- Estructures inorgàniques: La seva gènesi està dominada per processos físic-químics.
- Estructures orgàniques: La seva gènesi està dominada per processos biològics.